# Донецьк (десантний корабель)
Донецьк (U420) — малий десантний корабель на повітряній подушці Військово-Морських Сил України проекту 1232.2 (тип «Зубр», за класифікацією НАТО — Pomornik). Один з найперших військових кораблів, побудованих в незалежній Україні для власних ВМС.

## Особливості проєкту
Малі десантні кораблі проекту 1232.2 (також 12322) «Зубр» на сьогодні є найбільшими у світі десантними кораблями на повітряній подушці, що здатні виходити на берег, долати рови і траншеї, рухатися по болотах і висаджувати десант в глибині оборони противника. Один «Зубр» здатен доставити на берег до трьох основних бойових танків і 140 морських піхотинців. Для висадки десантів з МДКПП типу «Зубр» є придатними до 78% загальної довжини берегової смуги морів і океанів світу. На відміну від інших проектів МДКПП, «Зубри» в ході висадки можуть здійснювати вогневу підтримку сил десанту, для чого мають по дві 140-мм реактивні установки залпового вогню А-22 «Огонь».
Проектування десантного корабля на повітряній подушці під шифром «Зубр» розпочалося у 1978 році, на основі досвіду експлуатації серійних ДКПП проекту 1232.1 «Джейран». Перший «Зубр» був спущений на воду у 1986 році і вступив у склад флоту у 1988 році. Кораблі будувалися на суднобудівних заводах в Ленінграді, Хабаровську та на ФСК «Море» в Феодосії.
Основною силовою несучою частиною корпусу корабля проекту 12322 «Зубр», що забезпечує міцність і непотоплюваність, є понтон прямокутної форми розмірами 57,3х21,9 метрів. Надбудова, що встановлена на понтоні, двома поздовжніми перегородками розділена на три функціональних відсіки. У середній частині розміщено відсік десантної техніки з танковими доріжками та апарелями. У бортових відсіках розміщені основні й допоміжні енергоустановки, приміщення для особового складу десанту, житлові приміщення екіпажу, системи забезпечення життєдіяльності та захисту від зброї масового ураження. Для підтримки комфортних умов на бойових постах, у приміщеннях десанту і житлових приміщеннях екіпажу передбачені системи вентиляції, кондиціювання та опалення, теплозвукоізолюючі покриття, конструкції з вібродемпфуючих матеріалів.
Для приводу нагнітачів повітряної подушки і повітряних гвинтів на кораблях встановлені високотемпературні газотурбінні двигуни. Повітряну подушку формують чотири нагнітальних агрегати НО-10 з осьовим робочим колесом діаметром 2,5 метри. Створення тяги для руху судна здійснюється трьома 4-лопатевими реверсивними гвинтами зі змінним короком. Гвинти діаметром 5,5 м — в кільцевих насадках з полімерних композитних матеріалів.
Корабель здатний перевозити 3 основних бойових танки сумарною масою до 150 тонн, або 10 бронетранспортерів сумарною масою до 131 тонн, або 8 бойових машин піхоти сумарною масою до 115 тонн. Для десанту передбачено 4 приміщення на 140 місць. Замість бойової техніки приміщення може бути обладнане для розміщення додатково ще 366 людей (всього близько 500 людей).
«Донецьк» — восьмий корабель проекту і перший побудований в незалежній Україні.

## Історія корабля
«Донецьк» (ДКПП заводський номер С-304) був закладений у Феодосії на ФВО «Море» на початку 1992 року. Спущений на воду у 1993 році. Включений до складу ВМС України під назвою «Донецьк». Першим його командиром став капітан 3 рангу Олександр Звєрєв.
«Донецьк» став першим українським кораблем на якому був піднятий Військово-морський прапор України: 26 червня 1993 року прапор, освячений Патріархом Київським і всієї України-Руси Філаретом, був піднятий на щоглі «Донецька» одним з перших українських морських офіцерів командиром бригади надводних кораблів, капітаном 2 рангу Миколою Жибарєвим та новопризначеним командиром корабля капітаном 3 рангу О. Зверєвим. Ритуал підняття прапора на десантному кораблі відбувся у Феодосії. З підняттям військово-морського прапора на ДКПП «Донецьк», шефство над кораблем взяла Донецька область.
До 1995 року «Донецьк» базувався в авіагарнізоні Саки. На той час у ВМС України не було жодного офіцера, який би міг управляти таким кораблем. В 1995 році, під час перебазування з аеродрому Саки на озеро Донузлав «Донецьк» зазнав аварії: навалився на водоносні труби, що поблизу злітної смуги. Під час аварії було пошкоджено зовнішню частину корпусу, пробито цистерни, вилилося майже тридцять тонн пального. Під час цієї аварії старшим на борту був начальник штабу ВМС контр-адмірал Олексій Риженко. Йому й було поставлено завдання зробити все, щоб через два місяці корабель було полагоджено. З цим завданням він у неймовірно тяжкій ситуації впорався. Крім того, вдалося майже в сім разів зменшити суму витрат на ремонт. Проведено його було за гроші, надані шефами.
1 серпня 1997 року відбувся перший в історії України парад кораблів її Військово-Морських Сил в Севастопольській бухті. В ході параду були продемонстровані й бойові можливості ДКПП «Донецьк». ЗМІ повідомляли:
|  | Раптово перед трибунами виникла величезна біла хмара, через яку проступали контури сірої тарілки з трьома неуявними за своїми розмірами пропелерами. Ще кілька секунд — і «невпізнанний літаючий об'єкт» зі звуками, що ріжуть людський слух, спрямував убік зовнішнього рейду десятки вогняних блискавок. Тисячі глядачів, затамувавши подих, бачили, як «НЛО» збільшив швидкість і майже вилетів з бухти, залишивши після себе лише запах горілого пороху. Це дійство було настільки швидкоплинним, що з динаміків гучномовців дикторський голос запізніло промовив: Малий десантний корабель на повітряній подушці «Донецьк» типу «Зубр» під командуванням капітан-лейтенанта Юрія Степаненка веде стрільбу з двох установок залпового вогню. Цей корабель за своє потужне озброєння і швидкість ходу не має аналогів у світі, і по праву цей проект називають «кораблем XXI століття». |

1998 року «Донецьком» зацікавилися грецькі моряки. За їх оцінками корабель такого типу здатен своїм ходом подолати Чорноморські протоки і дістатися грецьких берегів. Однак похід в Грецію «Донецьк» так і не здійснив. Тим не менше, досвід «Донецька» прислужився при підписанні 24 січня 2000 року контракту між державною компанією «Укрспецекспорт» і ВМС Греції на продаж останній двох українських «Зубрів».
З 2001 року корабель перебував на стапелі Феодосійської суднобудівної компанії «Море». На ньому проходили практичну частину навчання грецькі, а потім і китайські екіпажі десантних кораблів, що будувалися в Феодосії.
У зв'язку із закінченням встановленого для нього терміну служби, втратою тактико-технічних характеристик і недоцільністю відновлення 23 липня 2008 року «Донецьк» виведений зі складу флоту і списаний. Головною причиною списання вважається вироблення ресурсу і втомні деформації корпусу корабля.